# 因皮里爾加布爾斯 (加利福尼亞州)
因皮里亞加布爾斯（英語：Imperial Gables）是位於美國加利福尼亞州因皮里爾縣的一個非建制地區。該地的面積和人口皆未知。

## 地理
因皮里亞加布爾斯的座標為33°07′39″N 114°55′45″W / 33.12750°N 114.92917°W，而該地的平均海拔高度為391米（即1283英尺）。